# Fontaines D.C.
Fontaines D.C. est un groupe de rock irlandais formé à Dublin en 2014. La formation actuelle est composée de Grian Chatten (chant), Conor Curley, Carlos O'Connell (guitares) Conor Deegan III (basse) et Tom Coll (batterie). À ce jour, Fontaines D.C. a publié quatre albums studio : Dogrel (2019), A Hero's Death (2020), Skinty Fia (2022) et Romance (2024).

## Biographie

### Prémices (avant 2014)
Grian Chatten naît d'une mère anglaise et d'un père irlandais à Barrow-in-Furness, en Angleterre, mais grandit dans la ville de Skerries, dans le comté de Dublin en Irlande,. Tom Coll, Conor Curley et Conor Deegan vivent tous trois en Irlande. Carlos O'Connell grandit à Madrid, en Espagne,.
Les membres du groupe se rencontrent à Dublin lorsqu'ils fréquentent l'université BIMM, située dans le quartier des Liberties,. Les futurs musiciens se rapprochent grâce à leur amour commun pour la poésie. Ils publient ensemble deux recueils de poésie, Vroom, inspiré par les poètes de la Beat Generation (Jack Kerouac, Allen Ginsberg), et Winding, inspiré par les poètes irlandais (Patrick Kavanagh, James Joyce, WB Yeats).

### Formation et émergence sur la scène irlandaise (2015-2018)
Au début des années 2010, la scène musicale dublinoise est le théâtre d'une résurgence du post-punk et du noise rock, dont la nouvelle génération est inspirée par le succès de groupes comme Gilla Band. Les débuts du groupe, à l'époque nommé The Fontaines, s'inscrivent dans ce mouvement. En 2015, les dublinois annoncent publier un EP avec le label Louder Than War (en), mais le projet ne voit pas le jour. En 2016, Fontaines D.C. doit se contenter de pubs et de petites salles de concert irlandaises, mais la popularité de la formation sur l'île tend à les précéder. En 2017, les passages du groupes aux festivals irlandais Hard Working Class Heroes (en) et Electric Picnic (en) sont remarqués par la presse,.
Fontaines D.C. débute avec des singles autoproduits. En mai 2017, ils sortent le single Liberty Belle, suivi du split Hurricane Laughter / Winter In the Sun. Liberty Belle est en hommage aux Liberties, un quartier de Dublin où vivaient de nombreux membres du groupe.
En 2018, Fontaines publie le single Chequeless Reckless / Boys In The Better Land et Too Real. En mai 2018, le groupe joue en live pour la radio américaine KEXP à Seattle, ce qui leur permet d'acquérir une notoriété importante aux États-Unis. En novembre 2018, le groupe signe un contrat avec le label indépendant américain Partisan Records.

### Dogrel(2019)

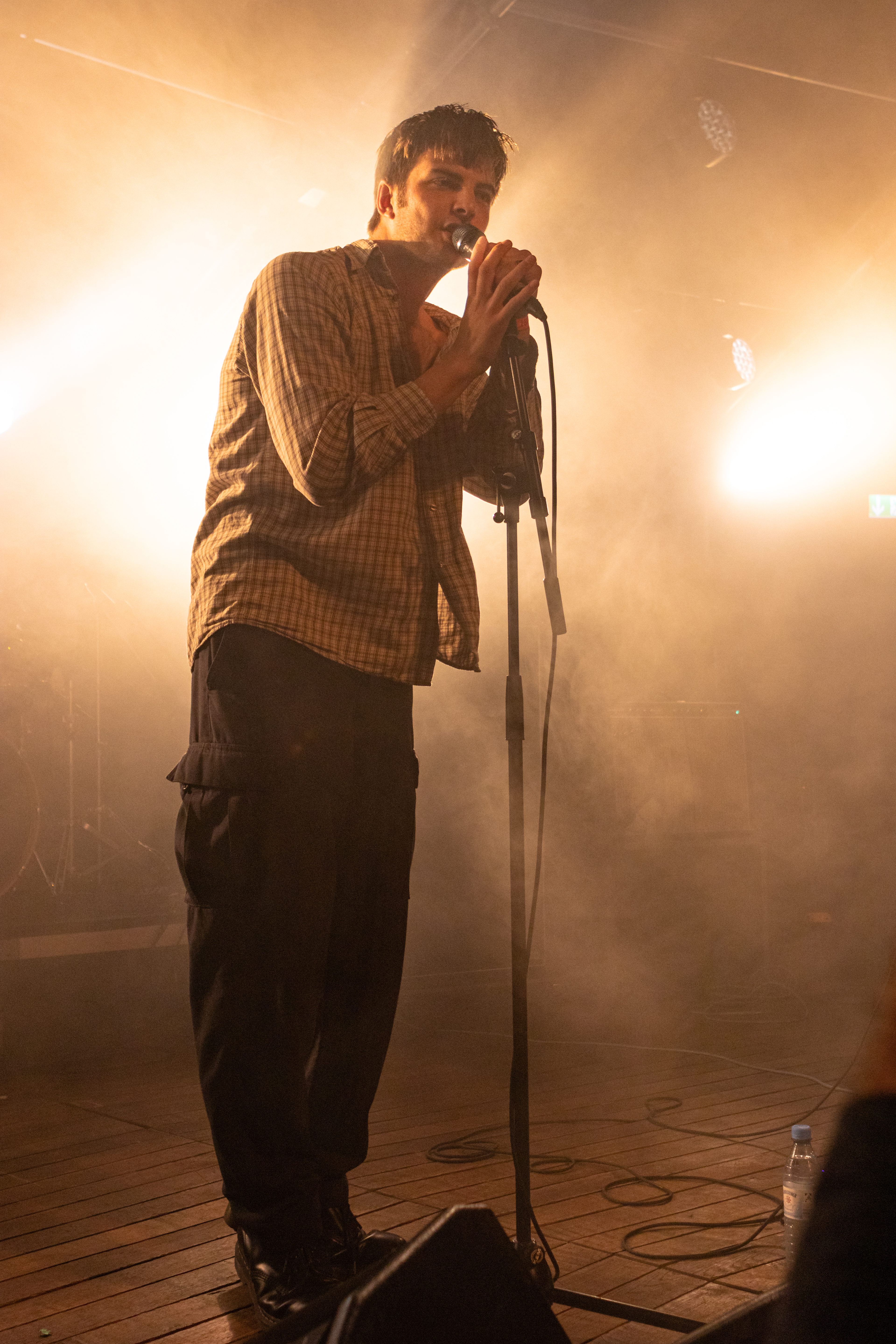
Grian Chatten, chanteur de Fontaines D.C. au Haldern Pop Festival 2019.

Le 12 avril 2019, le groupe sort son premier album nommé Dogrel. Ce titre est un hommage à Doggerel, la poésie irlandaise de la classe ouvrière , souvent dépeinte comme  « la poésie du peuple », et qui remonte à 1630.
La sortie de l'album peut être considérée comme un succès, salué assez unanimement par la critique. Le NME déclare qu'« il y a bien plus dans Fontaines DC que votre rébellion et vos colères de jeunesse ».The Guardian gratifie l'album d'une critique de cinq étoiles, le saluant comme un « début parfait ». Le Times souligne que les « groupes post-punk faisaient un retour surprise en 2019, avec ce groupe irlandais brutal mais articulé, émergeant comme l'un des plus captivants. »
En 2019, le groupe fait une tournée dans plus de cinquante villes européennes et américaines avec d'autres groupes similaires tels que Shame et Idles. Ils étaient censés se produire au festival de Glastonbury pour ce qui aurait été le cinquantième anniversaire de ce festival, mais celui-ci a dû être annulé en raison de la pandémie de coronavirus 2019-2020.

### A Hero's Death(2020-2021)
En 2020, le groupe se rend à Los Angeles afin d'enregistrer son deuxième album, sous la direction de Nick Launay. Cette session est abandonnée. Le groupe réenregistre l'album à Londres avec Dan Carey, qui avait déjà produit Dogrel. Nommé A Hero's Death, il paraît le 31 juillet 2020, précédé du single éponyme le 5 mai 2020. L'album est nommé à la 63e cérémonie des Grammy Awards, dans la catégorie du meilleur album rock.

### Skinty Fia(2022-2023)
Le troisième album, Skinty Fia paraît le 22 avril 2022. Le premier single intitulé Jackie Down The Line sort le 12 janvier
.
Le 30 juin 2023, Grian Chatten publie son premier album solo, nommé Chaos For The Fly. En août et septembre, Fontaines D.C. accompagne Arctic Monkeys sur une tournée nord-américaine d'une vingtaine de dates.

### Romance(2024)
Le quatrième album, Romance paraît le 23 août 2024 sur leur nouveau label XL Records. Son enregistrement prend trois semaines, dans les studios de La Frette, à La Frette-sur-Seine, en France. C'est James Ford qui en assure la production. Le premier single intitulé Starburster sort le 17 avril. Ce titre sera utilisé en 2025 pour le générique de la série MobLand . Le 18 juin sort le deuxième single Favourite. Ensuite, le troisième single Here's the Thing paraît le 6 août. Enfin, le quatrième et dernier single In the Modern World sort le 20 août.
L'album est bien accueilli par la critique. Alexis Petridis de The Guardian, le qualifie d'« album de la semaine », lui attribuant cinq étoiles sur cinq, et estime que « Romance est plus directement accessible que n'importe quel autre album de Fontaines D.C. à ce jour - on peut facilement imaginer Desire provoquant une foule immense à chanter en chœur. Mais il ne sacrifie pas pour autant la puissance du groupe : il conserve les mêmes qualités agressives, sales et insouciantes que leurs précédents albums ». Le NME attribue lui cinq étoiles sur cinq, le qualifiant d'« album qui illustre la dualité dévastatrice de son titre » et d'« album le plus réfléchi et le plus élaboré du groupe à ce jour ». Au Royaume-Uni, l'album se vend plus de deux fois plus que son prédécesseur Skinty Fia, numéro un des ventes en première semaine. Cependant, il débute à la deuxième place du UK Albums Chart, derrière Short n' Sweet de Sabrina Carpenter.
Lors de la 67ᵉ cérémonie des Grammy Awards, qui a lieu le 2 février 2025 à Los Angeles, le groupe est nommé dans deux catégories : « Meilleur album rock » pour Romance et « Meilleure performance de musique alternative » pour le single Starburster, prix remportés respectivement par The Rolling Stones et St. Vincent. Le 6 mars 2025, lors de la cérémonie Choice Music Prize (en) de RTÉ, Fontaines D.C. remporte le prix du « Meilleur album irlandais de l'année 2024 » pour Romance après avoir été nommé dans cette même catégorie pour tous les précédents albums du groupe,.
Lors de leur concert du 7 juin 2025 au festival Primavera Sound de Barcelone, le groupe fait apparaître sur scène un drapeau palestinien, accompagné des messages « free Palestine » et « Israel is committing genocide – use your voice », pendant l’interprétation de la chanson I Love You,.

## Style musical

### Caractéristiques et influence
Le son de Fontaines D.C. est principalement mené par des guitares Fender. Avant d'enregistrer Dogrel (2019), Carlos O’Connell et Conor Curley jouent sur des guitares Danelectro. O'Connell se voit prêter une Fender Mustang de 1966 pour enregistrer l'album et acquiert un modèle similaire qui deviendra par la suite sa guitare principale. Le guitariste joue également sur une Fender Jaguar Johnny Marr de 2019 qu'il remplace ensuite par une Fender Stratocaster Rory Gallagher. Curley possède lui aussi une Fender Jaguar Johnny Marr modifiée, offerte par le guitariste des Smiths en personne en 2019, ainsi qu'une Fender Coronado II acquise en 2020 juste avant l'enregsitrement de A Hero's Death (2020). À partir de Skinty Fia (2022), Les deux guitaristes utilisent en complément une guitare acoustique à douze cordes, initialement un modèle de la marque Fylde (en) prêtée par Richard Hawley avant d'acquérir une Martin J12-15,. Pour l'enregistrement de Romance (2024), Curley utilise exclusivement une Fender Jazzmaster acquise en 2022. O’Connell et Curley utilisent tout deux des amplificateurs Fender Twin Reverb (en) de 1968 sur scène,. Conor Deegan III joue des guitares basse Fender Precision et Jaguar branchées sur un amplificateur Fender Bassman (en).

### Composition et enregistrement
Le premier album de Fontaines D.C., Dogrel (2019), aborde la vie quotidienne de Dublin du point de vue d'une jeunesse désillusionnée mais amoureuse de cette ville,. Rebondissant sur cette amorce, A Hero's Death (2020) est une quête identitaire alors que les musiciens vivent le détachement qu'une longue tournée loin de chez eux implique,. Skinty Fia (2022) explore l'évolution de l'Irishness (Irlandité) perçue depuis l'étranger, des sentiments conflictuels vécus par les membres du groupe qui quittèrent l’Irlande pour vivre à Londres,. Romance (2024) oublie l'Irlande entièrement et part à la recherche d'un sens futuriste et déconstruit au romantisme,.
En studio, Fontaines D.C. applique à ses débuts une méthodologie proche d'un « groupe qui joue en live » des chansons déjà perfectionnées en amont. Sur Dogrel (2019), A Hero's Death (2020) et Skinty Fia (2022), Conor Deegan III explique que les titres sont « enregistrés en trois jours, bidouillés pendant deux jours [puis] mixés en une semaine »,. Ces trois albums sont produits par le compositeur anglais Dan Carey (en). Deegan affirme que la pandémie de Covid-19 et ses conséquences ont profondément modifié les envies des cinq musiciens, motivant leur choix de changer de label et de producteur. Romance (2024), produit par James Ford, reconnu notamment pour son travail avec Arctic Monkeys, est composé et enregistré sur une période drastiquement plus longue que ses prédécesseurs. Les Irlandais entrent en studio avec des ébauches de chansons écrites chacun de leur côté et l'enregistrement dure trois semaines.

## Image et impact socio-culturel

### Identité
Fontaines D.C. tire son nom d'un personnage du film Le Parrain appelé Johnny Fontane, chanteur et star de cinéma, interprété par Al Martino. À l'origine, la formation s'appelle The Fontaines, mais les initiales D.C., pour Dublin City (ville de Dublin), sont ajoutées pour se distinguer d'un groupe américain éponyme.
Les trois premiers albums de Fontaines D.C. sont intrinsèquement liés à l'Irlande et aux différentes formes d'amour que les musiciens portent pour leur pays d'origine. Courant 2020, les musiciens quittent tous Dublin pour s'installer à Londres et à Paris. Conor Deegan III estime que « le romantisme qui était lié [à l'Irlande] s’est altéré [et que le groupe] ne le connaît plus aussi bien qu’auparavant ». Romance (2024) marque un changement de direction artistique pour le groupe, dans leur musique que dans leur style vestimentaire, la nation celte n'étant plus centrale dans la composition,.

### Collaborations
En 2021, Fontaines D.C. collabore avec le Bohemian Football Club, club de football de Dublin, en produisant le troisième maillot du club et dont 15% des revenus de vente sont reversés à Focus Ireland, une institution publique irlandaise venant en aide aux sans-abris. En décembre 2024, le troisième maillot de football des Bohemians, conçu par Carlos O'Connell, arbore les couleurs de l'album Romance (2024). 30% des profits sont cette fois destinés à l'association Medical Aid for Palestinians (en), qui apporte une aide médicale à Gaza et au Liban.
Liés par leur fierté d'être irlandais, thème commun aux deux formations, Fontaines D.C. est proche du trio de hip-hop belfastois Kneecap. En 2023, Grian Chatten et Tom Coll apparaissent sur le titre Better Way To Live de Kneecap, premier single de leur album Fine Art (2024). Le titre Liberty Belle (2017) de Fontaines D.C. est présent sur la bande originale du film biographique Kneecap (2024). Le trio est également annoncé en première partie du plus important concert de Fontaines D.C. à ce jour, le 5 juillet 2025 au Finsbury Park de Londres, en Angleterre.

## Membres

### Membres actuels
- Grian Chatten – chant, guitare, piano, tambourin, accordéon
- Conor Curley – guitare, basse, clavier, piano, chant
- Carlos O'Connell – guitare, clavier, piano, chœurs
- Conor Deegan III – basse, guitare, chœurs
- Tom Coll – batterie, percussion, guitare

### Ancien membre
- Josh O'Connor – guitare

## Discographie

### Albums studio
| Titre          | Détails                                               | Classements | Classements | Classements | Classements    | Classements      |
| Titre          | Détails                                               | Irlande     | France      | Royaume-Uni | US Heatseekers | US Billboard 200 |
| -------------- | ----------------------------------------------------- | ----------- | ----------- | ----------- | -------------- | ---------------- |
| Dogrel         | - Sortie: 12 avril 2019 - Label : Partisan Records    | 4           | 75          | 9           | 14             | —                |
| A Hero's Death | - Sortie : 31 juillet 2020 - Label : Partisan Records | 2           | 28          | 2           | 2              | —                |
| Skinty Fia     | - Sortie : 22 avril 2022 - Label : Partisan Records   | 1           | 7           | 1           | 3              | —                |
| Romance        | - Sortie : 23 août 2024 - Label : XL Recordings       | 2           | 3           | 2           | —              | 97               |

### Album live
- 2021 : Fontaines D.C. Live at Kilmainham Gaol

### EP
- 2022 : Skinty Fia Sessions